# Odynerus permutatus
Odynerus permutatus är en stekelart som beskrevs av Gusenleitner. Odynerus permutatus ingår i släktet lergetingar, och familjen Eumenidae. Inga underarter finns listade i Catalogue of Life.